# Malik Yoba
Abdul-Malik Kashie Yoba, meglio noto come Malik Yoba (Bronx, 17 settembre 1967), è un attore statunitense.

## Biografia
Yoba è nato nel Bronx, quarto dei sei figli di Abdullah Yoba e Mahmoudan Young,. Il suo debutto come attore è avvenuto nel film Cool Runnings - Quattro sottozero (1993), ma ha raggiunto la notorietà internazionale interpretando il detective J.C. Williams nella serie televisiva New York Undercover, la prima serie poliziesca americana avente come protagonisti due attori di colore. Per questo ruolo ha vinto tre volte il NAACP Image Award come miglior attore in una serie drammatica, negli anni 1996, 1997 e 1998. Inoltre, Yoba è stato l'unico attore della serie a comparire in tutti gli 89 episodi. In seguito ha alternato vari ruoli al cinema e alla televisione, tra cui l'agente Bill Harken in Alphas e Vernon Turner in Empire.

## Vita privata
Yoba è stato sposato e ha in seguito divorziato dall'attrice Trisha Mann, dalla quale ha avuto tre figli.Nel 2003 ha sposato Cat Wilson.

## Filmografia

### Attore

#### Cinema
- Cool Runnings - Quattro sottozero (Cool Runnings), regia di Jon Turteltaub (1993)
- Smoke, regia di Wayne Wang e Paul Auster (1995)
- Blue in the Face, regia di Wayne Wang e Paul Auster (1995)
- Cop Land, regia di James Mangold (1997)
- I sapori della vita (Soul Food), regia di George Tillman Jr. (1997)
- New York Miami - La strada del rap (Ride), regia di Millicent Shelton (1998)
- Personals, regia di Mike Sargent (1999)
- Harlem Aria, regia di William Jennings (1999)
- Dreaming in Black and White, regia di Joseph G. Eckardt (2002)
- Vote for Me, regia di Nelson Denis (2003)
- Playas Ball, regia di Jennifer Harper (2003)
- Criminal, regia di Gregory Jacobs (2004)
- Oh Happy Day, regia di Hella Joof (2004)
- Kids in America, regia di Josh Stolberg (2005)
- They're Just My Friends, regia di Attika Torrence (2006)
- Why Did I Get Married?, regia di Tyler Perry (2007)
- Rockaway, regia di Jeff Crook e Josh Crook (2007)
- Feel the Noise - A tutto volume (Feel the Noise), regia di Alejandro Chomski (2007)
- Why Did I Get Married Too?, regia di Tyler Perry (2010)
- My Girlfriend's Back, regia di Steven Ayromlooi (2010)
- Recalled, regia di Michael Connors (2012)
- Men, Money & Gold Diggers, regia di Roger Melvin (2014)
- Il piano di Claire (Other Plans), regia di Joe Eckart (2014)
- Hood, regia di Michael Lansu (2015)
- Brotherly Love, regia di Jamal Hill (2015)
- Lucky Girl, regia di Greg Carter (2015)
- Paradox, regia di Michael Hurst (2016)
- Restored Me, regia di Rhyan LaMarr (2016)
- Where Hearts Lie, regia di Tony Lindsay (2016)
- Of Sentimental Value, regia di Jean Senelier (2016)
- My B.F.F., regia di Greg Carter (2016)
- Dope Fiend, regia di Ron Elliot (2017)
- Til Death Do Us Part, regia di Chris Stokes (2017)
- Take Point, regia di Kim Byung-woo (2018)
- Wake Up - Il risveglio (Wake Up), regia di Aleksandr Chernyaev (2019)
- The Good Nurse, regia di Tobias Lindholm (2022)

#### Televisione
- Sui gradini di Harlem (Where I Live) – serie TV, episodio 2x04 (1993)
- Law & Order - I due volti della giustizia (Law & Order) – serie TV, episodio 4x18 (1994)
- New York Undercover – serie TV, 89 episodi (1994-1999)
- Tris di cuori (For Your Love) – serie TV, episodio 2x02 (1998)
- Black Jaq, regia di Forest Whitaker – film TV (1998)
- Trinity – serie TV, 2 episodi (1999)
- Bull – serie TV, 20 episodi (2000-2001)
- Kingpin – miniserie TV, 3 episodi (2003)
- The Twilight Zone – serie TV, episodio 1x39 (2003)
- Girlfriends – serie TV, 8 episodi (2003-2007)
- Violation, regia di Darrin Dewitt Henson – film TV (2003)
- The Days – serie TV, 4 episodi (2004)
- Arrested Development - Ti presento i miei (Arrest Development) – serie TV, 2 episodi (2004)
- Thief - Il professionista (Thief) – miniserie TV (2006)
- Raven – serie TV, episodio 4x11 (2006)
- Raines – serie TV, 7 episodi (2007)
- CSI: Miami – serie TV, episodio 7x09 (2008)
- Inseparable, regia di Grace Wan – film TV (2008)
- Defying Gravity - Le galassie del cuore (Defying Gravity) – serie TV, 13 episodi (2009)
- Justified – serie TV, episodio 1x09 (2010)
- The Celibate Nympho Chronicles: The Web Series – serie TV, episodio 1x03 (2011)
- Nikita – serie TV, episodio 2x09 (2011)
- Alphas – serie TV, 24 episodi (2011-2012)
- Person of Interest – serie TV, episodio 1x14 (2012)
- NYC 22 – serie TV, episodio 1x13 (2012)
- Betty and Coretta, regia di Yves Simoneau – film TV (2013)
- Revolution – serie TV, 4 episodi (2013)
- The Glades – serie TV, episodio 4x03 (2013)
- The Good Wife – serie TV, episodio 5x01 (2013)
- Turks & Caicos, regia di David Hare – film TV (2014)
- Single Ladies – serie TV, 3 episodi (2014)
- Il caso Sam (The Assault), regia di Jason Winn – film TV (2014)
- Empire – serie TV, 12 episodi (2015)
- Blue Bloods – serie TV, episodio 6x10 (2015)
- Limitless – serie TV, episodio 1x07 (2015)
- Bad Dad Rehab, regia di Carl Seaton – film TV (2016)
- Designated Survivor – serie TV, 17 episodi (2016-2017)
- Justice: By Any Means – serie TV, episodio 3x12 (2016)
- Faith Under Fire, regia di Vondie Curtis-Hall – film TV (2018)
- Seven Seconds – serie TV, episodio 1x08 (2018)
- The Last O.G. – serie TV, 10 episodi (2018-2021)
- Gotham – serie TV, episodio 4x22 (2018-2021)
- God Friended Me – serie TV, 3 episodi (2018)
- First Wives Club – serie TV, 9 episodi (2019)
- New York Undercover, regia di Anthony Hemingway – film TV (2019)
- Terror Lake Drive – miniserie TV, 6 episodi (2020)

#### Cortometraggi
- Slur, regia di Steven Minor (2005)
- Unicorns, regia di Candice Carella (2019)

### Doppiatore

#### Videogiochi
- The Walking Dead: Michonne (2016)

## Doppiatori italiani
Nelle versioni in italiano delle opere in cui ha recitato, Malik Yoba è stato doppiato da:
- Roberto Draghetti in Empire, Designated Survivor, Seven Seconds, God Friended Me
- Paolo Marchese in New York Undercover, Defying Gravity - Le galassie del cuore, Blue Bloods (ep. 6x10)
- Roberto Pedicini in Blue in the Face, Alphas
- Simone Mori in The Glades, East New York
- Alessandro Maria D'Errico in Thief - Il professionista
- Francesco Pannofino in Cool Runnings - Quattro sottozero
- Massimo Rossi in Cop Land
- Maurizio Romano in Law & Order - I due volti della giustizia
- Gaetano Varcasia in CSI: Miami
- Massimo Corvo in Person of Interest
- Paolo Maria Scalondro in The Good Wife
- Enzo Avolio in The Equalizer
- Roberto Fidecaro in The Good Nurse
- Pierluigi Astore in Blue Bloods (ep. 14x01)